# 福島県道324号猪苗代スキー場線
福島県道324号猪苗代スキー場線（ふくしまけんどう324ごう いなわしろスキーじょうせん）は、福島県耶麻郡猪苗代町にある一般県道である。

## 路線概要
- 起点：福島県耶麻郡猪苗代町葉山
- 終点：福島県耶麻郡猪苗代町南半坂
- 総延長：1.839km[1]
  - 実延長：総延長に同じ
- 路線認定年月日：1966年11月22日[2]

### 道路施設
土津橋
- 全長：13.7m
- 幅員：7.9m
- 竣工：1965年[3]

字猫石山から字見禰山、字土町に至り、土田用水の水路を渡る。

## 通過する自治体
- 福島県
  - 耶麻郡猪苗代町

## 接続・交差する道路
- 福島県道7号猪苗代塩川線（南半坂 終点）

## 沿線
- 猪苗代スキー場 - 路線認定当時は国設のスキー場に指定されていた。
- 土津神社